# Trichomorpha angulella
Trichomorpha angulella är en mångfotingart som beskrevs av Chamberlin 1923. Trichomorpha angulella ingår i släktet Trichomorpha och familjen Chelodesmidae. Inga underarter finns listade i Catalogue of Life.